# Via Transilvanica
Via Transilvanica est un itinéraire de randonnées thématiques et d'endurance en Roumanie, d'une longueur totale de 1 428 kilomètres,, qui commence au Monastère de Putna, județ de Suceava, traverse 10 județe, plus de 400 communautés et 12 sites inscrits au patrimoine mondial de l'UNESCO et se termine à Drobeta-Turnu Severin, à côté des vestiges du Pont de Trajan. La route promeut la diversité culturelle, ethnique, historique et naturelle de la Transylvanie, de la Bucovine et du Banat montagneux. L'itinéraire peut être parcouru à pied, à vélo ou à cheval,,,. Sa devise est « La route qui unit », en roumain: « Drumul care unește ».
La Via Transilvanica se distingue de la plupart des sentiers de randonnée européens par sa grande biodiversité, la variété des paysages naturels, ainsi que le patrimoine rural et le mode de vie traditionnel encore préservé en Roumanie. L'architecture et la culture de la région ont été façonnées par les Roumains, les Sicules, les Saxons et d'autres nationalités, ce qui la rend également diversifiée pour les randonneurs roumains et étrangers.

## Histoire
L'aménagement de l'itinéraire a été initié par l'association Tășuleasa Social, une organisation non gouvernementale basée dans le județ de Bistrița-Năsăud, qui a utilisé comme modèle l'organisation d'itinéraires de pèlerinage tels que la Route de Saint-Jacques et le sentier des Appalaches. La pose du balisage s'est faite en plusieurs étapes entre les années 2018 et 2022 :
- En 2018, les 134 premiers kilomètres ont été inaugurés dans le județ de Bistrița-Năsăud[9],[10];
- En 2019, des tronçons de route des județe de Suceava (137 km) et de Mehedinți (98 km) ont été marqués[11],[12],[13],[14];
- En 2020, les routes des județe de Mureș, de Harghita, de Brașov et de Sibiu ont été achevées, le nombre total de routes balisées atteignant environ 800 km[15],[16];
- En 2021, la route à travers le județ de Caraș-Severin (250 km) a été achevée, le total tracé atteignant 1 077 kilomètres[17];
- En 2022, la mise en œuvre est complétée par l'achèvement du balisage dans les județe de Hunedoara (150 km) et d'Alba. L'itinéraire complet a été inauguré le 8 octobre, à Alba Iulia[18],[19],[20].

Environ 830 kilomètres ont été financés grâce à des dons, des parrainages et des partenariats avec des entreprises. Une partie de la route a été réalisée en faisant don du bénéfice obtenu de la vente du livre 27 pas de Tiberiu Ușeriu, l'un des principaux ambassadeurs de Via Transilvanica.
Des centaines de volontaires ont participé à la préparation du parcours, et l'ultra-marathonien Tiberiu Ușeriu, les acteurs Marcel Iureș et Pavel Bartoș, le prince Nicholas Medforth-Mills, les journalistes Andreea Esca et Andi Moisescu, l'activiste Dragoș Bucurenci, le joueur de tennis Horia Tecău, la philosophe Mihaela Miroiu et l'écrivain Eduard Schneider ont participé à la promotion du projet,.
On estime qu'en 2020, l'itinéraire Via Transilvanica a été visité par environ 1 500 personnes.
En 2023, Via Transilvanica a reçu le Prix Europa Nostra 2023 dans la catégorie « Engagement citoyen et sensibilisation » de l'association Europa Nostra et de la Commission européenne.
Le 28 septembre 2023, lors du Sommet européen du patrimoine culturel, tenu à Venise (Italie), les lauréats des prix européens du patrimoine / prix Europa Nostra 2023 ont été célébrés lors d'une cérémonie, en présence de la mezzo-soprano Cecilia Bartoli, présidente d'Europa Nostra et de Margaritis Schinas, vice-président de la Commission européenne. À cette occasion, le projet Via Transilvanica a reçu le prix du public, à la suite des votes de 27 000 citoyens européens et étrangers.
Christine Thürmer, randonneuse allemande et auteur de non-fiction, est la première femme à avoir parcouru la totalité de la Via Transilvanica en solitaire et en a fait la promotion à la télévision allemande et par écrit. Un de ses livres est paru en version roumaine, intitulé Randonnées de longue distance, en 2023, et il a fait don de la totalité du bénéfice de la publication du livre à l'association Tășuleasa Social, qui s'occupe, entre autres, des travaux d'entretien du chemin qui unit, Via Transilvanica.
Au cours de la première année, après l'entier itinéraire, plus de 5 000 personnes ont parcouru la Via Transilvanica, dont plus de 70 ont marché sur l'ensemble de l'itinéraire entre Putna et Turnu Severin.
Gabriela Ctn (« La fille à la tente ») est la deuxième femme et la première Roumaine à avoir parcouru la totalité de la Via Transilvanica en solitaire (à l'été 2023).
De nombreux autres amateurs de plein air ont parcouru une partie ou la totalité de la Via Transilvanica à vélo, certains d'entre eux sur des vélos électriques. Le vlogger Costi Plămădeală (SunChase Journey) a parcouru la route de Putna à Drobeta-Turnu Severin à monocycle électrique, en automne 2023, rechargeant la batterie électrique de cet engin chaque soir, à partir des batteries montées sur son camping-car, qui est équipé de panneaux solaires photovoltaïques, conduit par sa femme, Luminița, sur des routes à la proximité de la route Via Transilvanica.
En 2024, plus de 30 000 personnes ont emprunté la Via Transilvanica,.

### Extension de l'itinéraire de la Via Transilvanica

#### Terra Borza Teutonica
L'association Tășuleasa Social souhaite faire l'extension de la Via Transilvanica sur toutes les regions historiques du pays, conformément à un plan conçu sur 20 ans.
Le nouveau tronçon, appelé Terra Borza Teutonica (en français, Pays de la Bârsa teutonique), traverse le județ de Brașov et il est long de 172 kilomètres. Les travaux ont commencé à Viscri, le 28 mars 2025, avec la pose de la première borne en andésite sur le nouveau tronçon. Ce nouveau tronçon relie les localités de Viscri, Bunești, Jibert, Șoarș, Ticușu, Mândra, Șercaia, Șinca, Șinca Nouă, Poiana Mărului, Zărnești, Moieciu, Bran, Râșnov, Brașov,.
L'actrice et réalisatrice Dana Rogoz a été nommée ambassadrice de ce tronçon.
Le nouveau tronçon a été ouvert le 5 juin 2025.

## Tracé

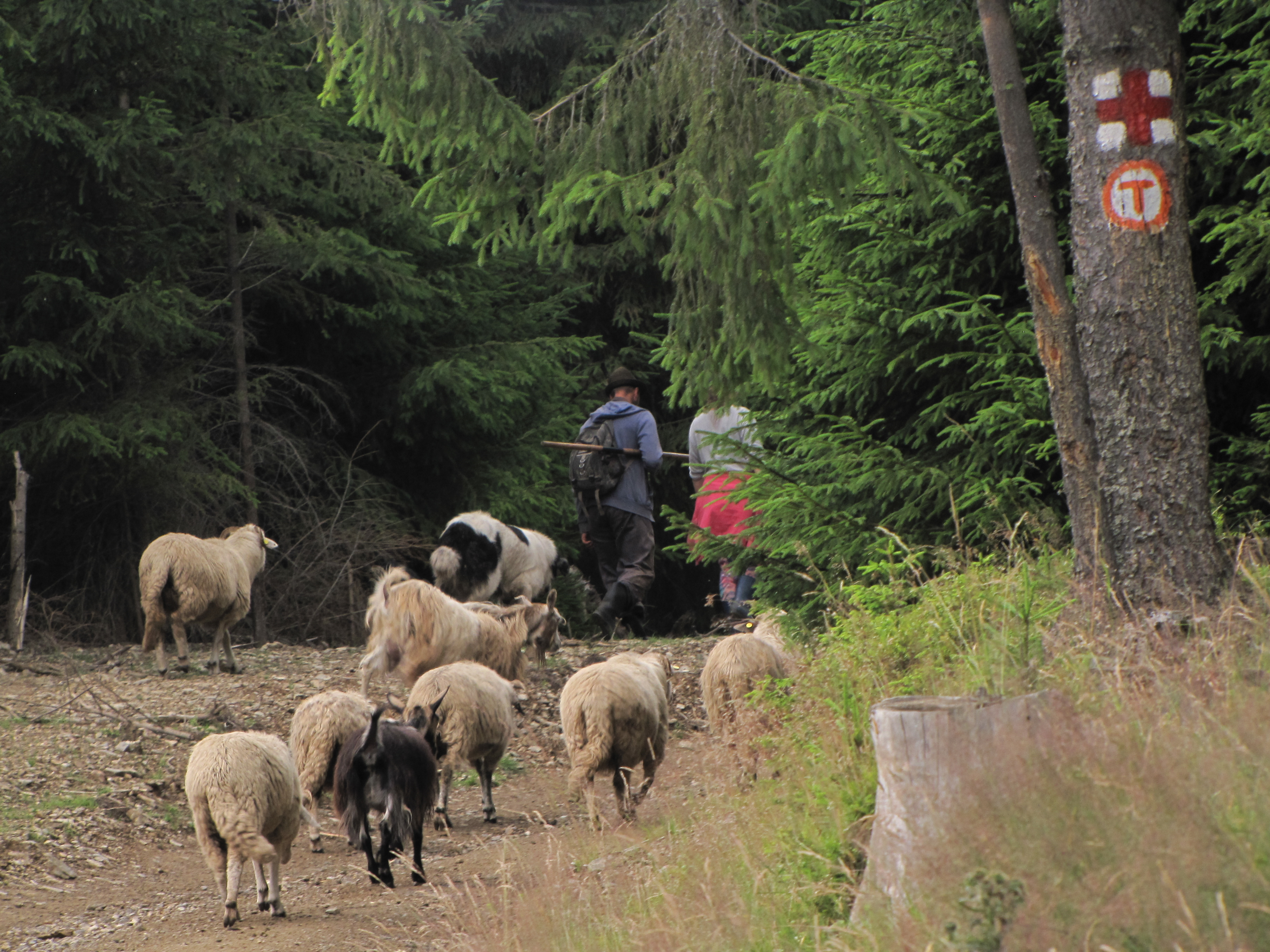
Via Transilvanica - Bucovina

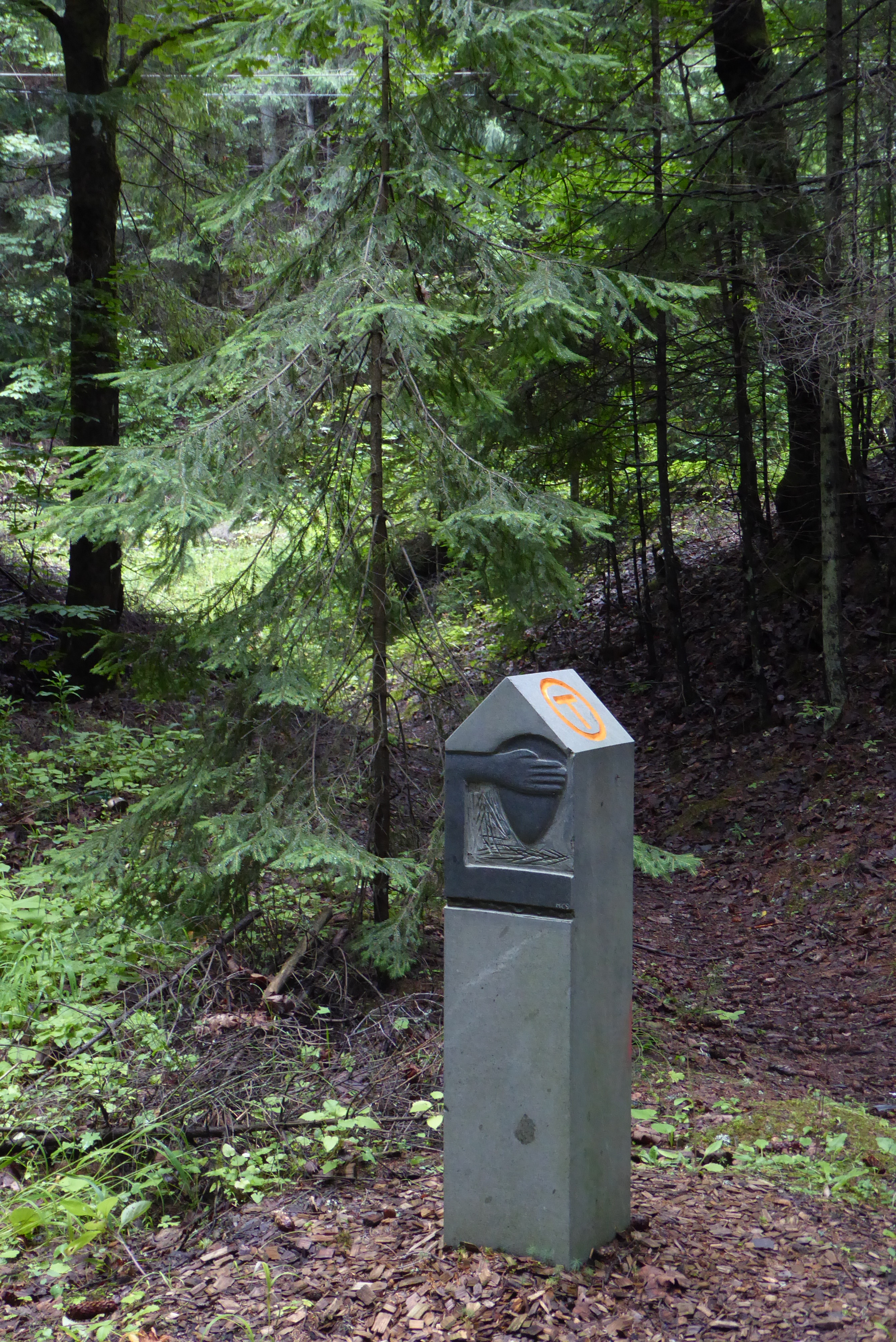
Borne (l'un des piliers d'andésite) kilométrique de la Via Transilvanica.

La Via Transilvanica est divisée en sept régions historiques et culturelles : Bucovina, Ținutul de Sus, Terra Siculorum, Terra Saxonum, Terra Dacica, Terra Banatica et Terra Romana.
Le tracé de la Via Transilvanica traverse dix județe de la Roumanie : Suceava, Bistrița-Năsăud, Mureș, Harghita, Brașov, Sibiu, Alba, Hunedoara, Caraș-Severin et Mehedinți.
La route est balisée par des panneaux peints sur bois ou sur pierre dans les couleurs spécifiques: orange et blanc (flèche orange). Le marquage spécifique est un T orange dans un cercle de même couleur sur fond blanc. À chaque kilomètre, il y a de grands piliers d'andésite
pesant quelque 260 kilogrammes, chacun portant des sculptures réalisées par des artistes plasticiens de Iași, Cluj-Napoca, Timișoara et de Bulgarie.
Avec sa longueur de 1428 kilomètres rythmée chaque kilomètre par un pilier en andésite, chacun portant une œuvre d'art sculptée unique, la Via Transilvanica est devenue, semble-t-il, la plus longue galerie d'art du monde.
Il convient de noter que certains secteurs de l'itinéraire Via Transilvanica sont partagés avec certains secteurs de l'itinéraire Via Mariae. Dans ces secteurs, les piliers d'andésite sont communs aux deux sentiers de randonnée, Via Transilvanica et Via Mariae.
À la mi-septembre 2023, on a commencé la numérotation des piliers kilométriques en andésite, dans l'ordre de leur placement tout au long du tracé de la Via Transilvanica. Il est prévu que la numérotation des piliers durera environ 3 à 4 ans.
Le tracé,:
| # | Nom de la section | Attractions majeures                                                                 | Longueur de chaque section |
| - | ----------------- | ------------------------------------------------------------------------------------ | -------------------------- |
| 1 | Bucovina          | Putna, Sucevița, Vatra Moldoviței, Vatra Dornei, Poiana Stampei                      | 136 km                     |
| 2 | Ținutul de Sus    | Poiana Stampei, Col de Tihuța, Bistrița, Câmpu Cetății                               | 277 km                     |
| 3 | Terra Siculorum   | Câmpu Cetății, Sovata, Praid, Archita                                                | 157 km                     |
| 4 | Terra Saxonum     | Archita, Sighișoara, Mediaș, Bazna, Micăsasa                                         | 201 km                     |
| 5 | Terra Dacica      | Micăsasa, Blaj, Alba Iulia, Sarmizegetusa Regia, Ulpia Traiana Sarmizegetusa, Bucova | 290 km                     |
| 6 | Terra Banatica    | Bucova, Caransebeș, Reșița, Prigor, Parc national Domogled-vallée de la Cerna        | 232 km                     |
| 7 | Terra Romana      | Parc national Domogled-vallée de la Cerna, Drobeta-Turnu Severin                     | 135 km                     |

## Le Marathon Via Transilvanica
Le Marathon Via Transilvanica est une compétition sportive qui se déroule sur un segment du parcours de randonnée du même nom.
Le 19 juin 2021, le Marathon Via Transilvanica a été organisé pour la première fois, et le samedi 26 août 2023, la deuxième édition de la compétition a été organisée. Il y avait des épreuves de vélo tout-terrain (VTT), de marathon, de semi-marathon, de cross-country et de randonnée. Le point de départ des épreuves se trouve au kilomètre 0 (zéro) de l'itinéraire Via Transilvanica, situé à l'Association Sociale Tășuleasa.

## Galerie d'images

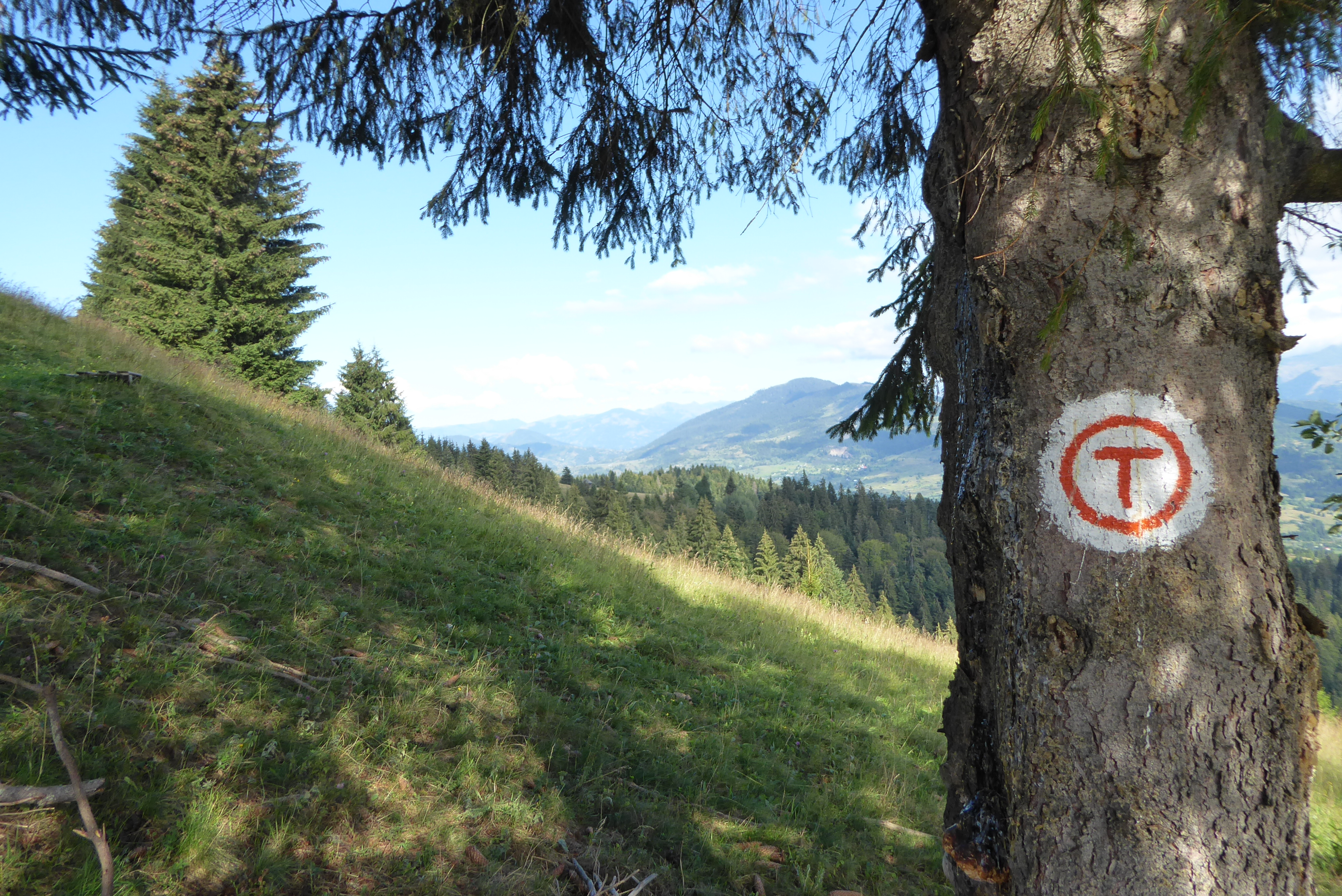
Balisage du sentier de la randonnée de longue distance Via Transilvanica.
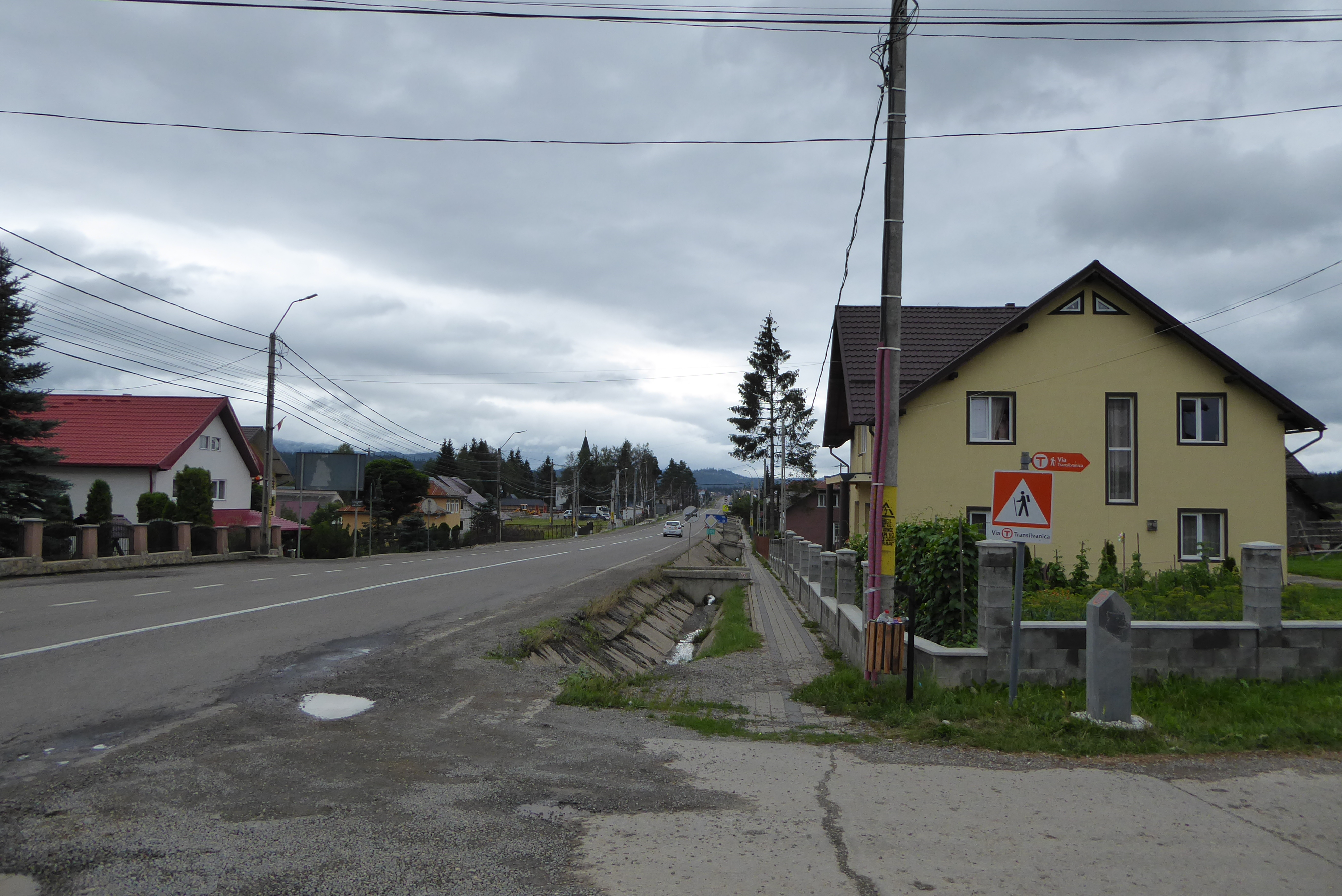
Balisages du sentier de la randonnée de longue distance Via Transilvanica.
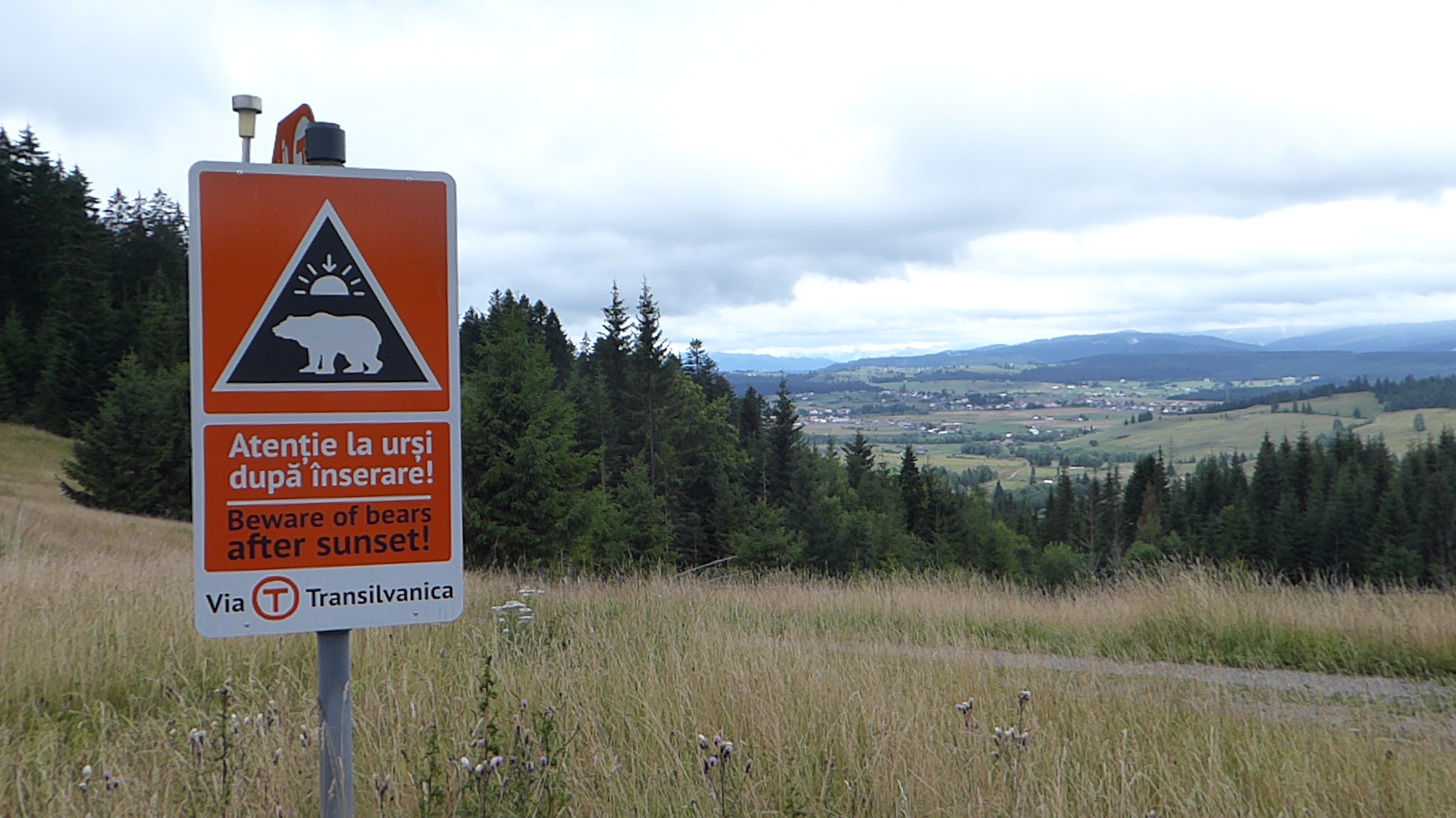
Balisage du sentier de la randonnée de longue distance Via Transilvanica, avec un avertissement sur l'éventuelle présence des ours.
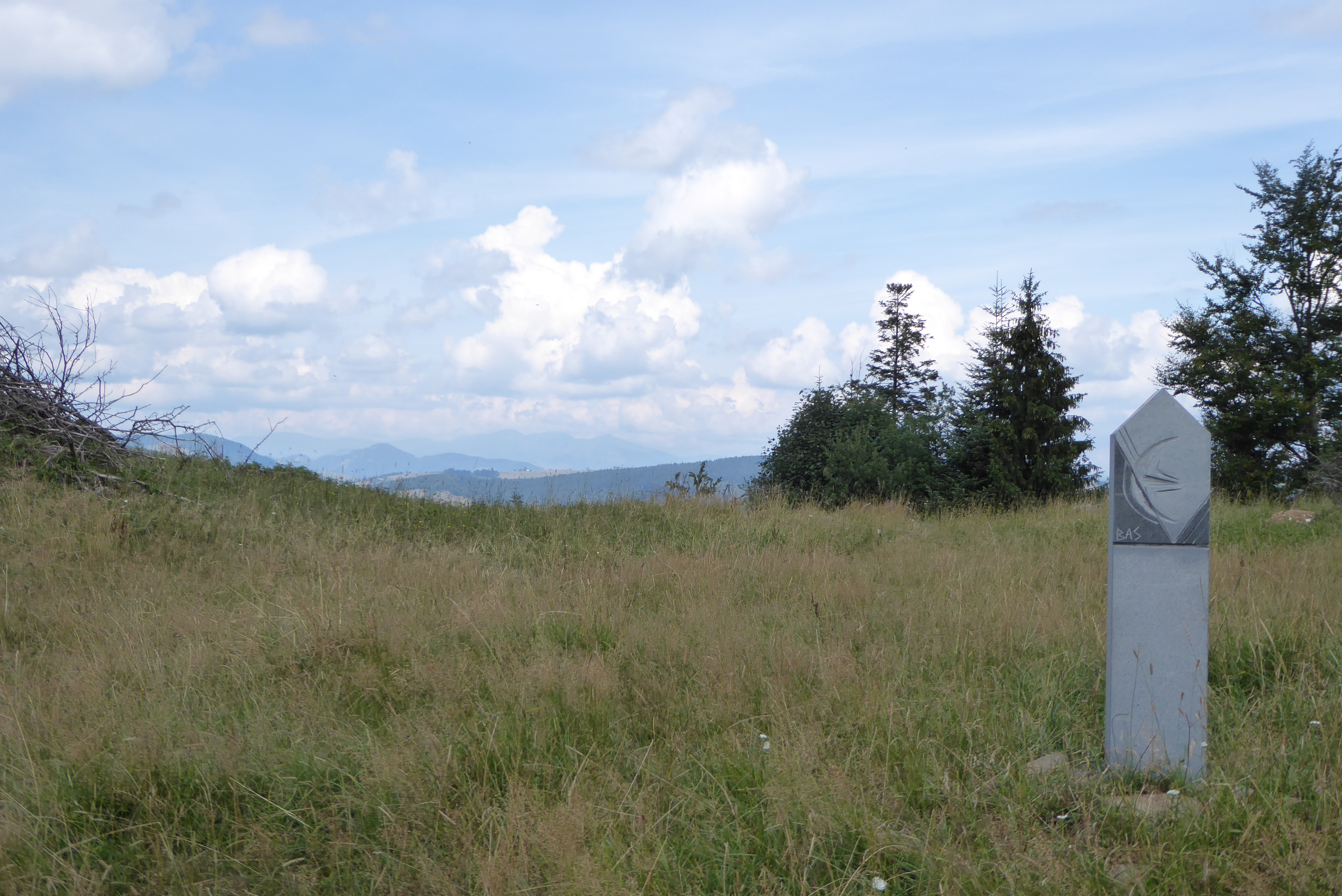
Borne kilométrique d'andésite, balisage du sentier de la randonnée de longue distance Via Transilvanica.
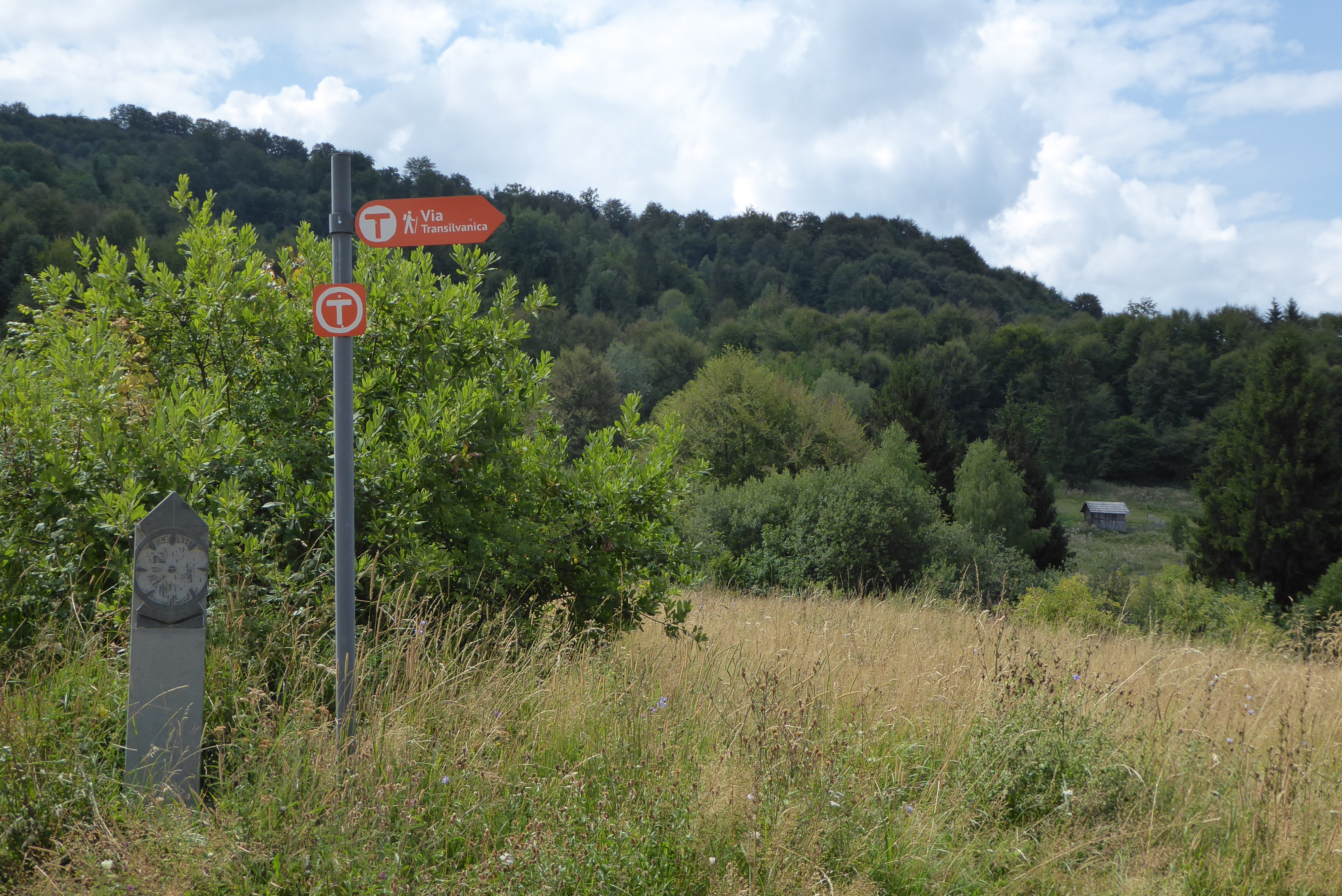
Borne kilométrique d'andésite et des balisages du sentier.
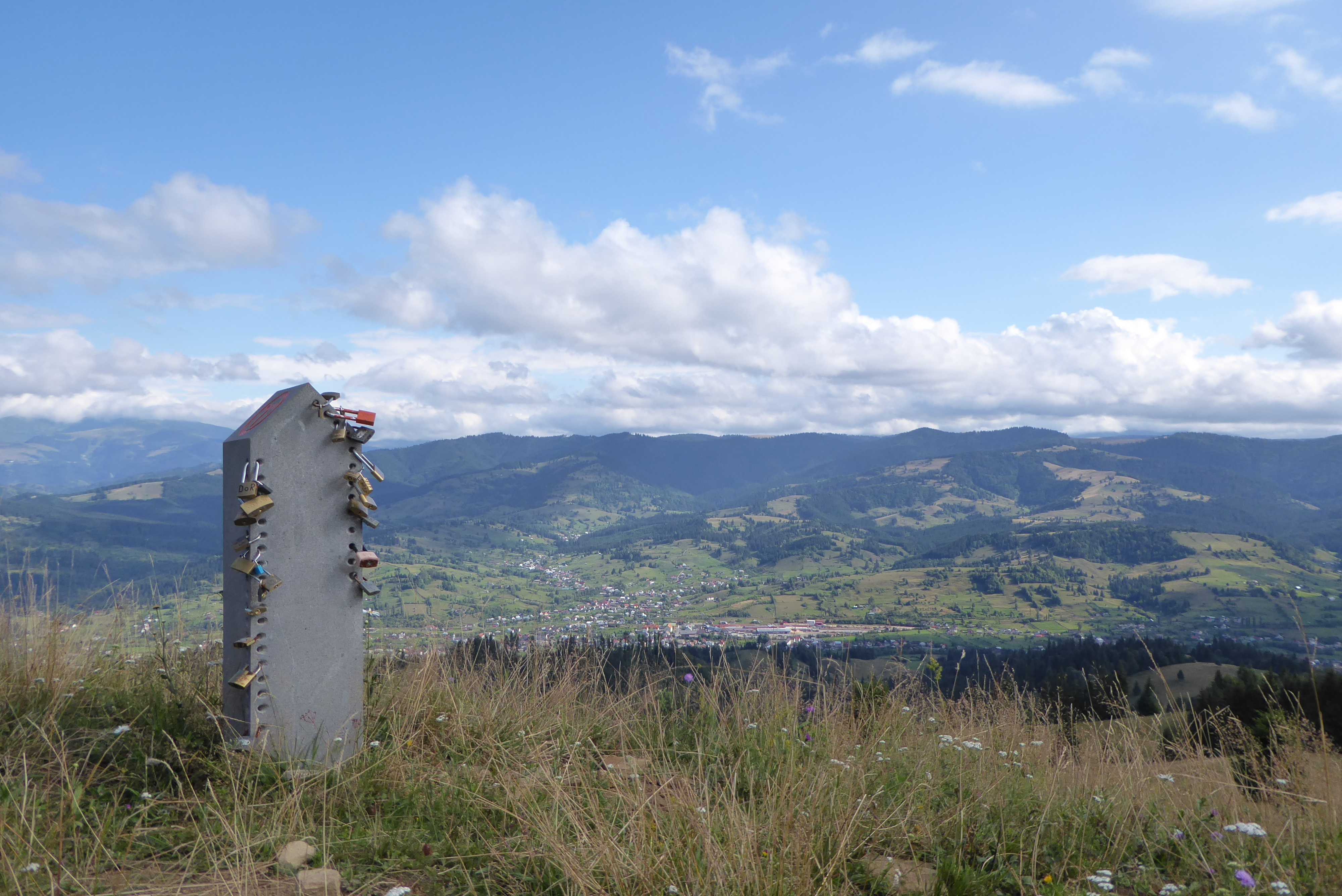
Borne kilométrique d'andésite portant des cadenas d'amour, à Lunca Ilvei.

## Lectures supplémentaires
- (ro) Tibi Ușeriu, 27 de pași, Piatra Fântânele, 2017  (ISBN 978-973-0-23387-2)
- (ro) Voicu Bojan, Via Transilvanica, drumul care unește, Cluj-Napoca, 2022  (ISBN 978-973-0-37134-5)
- (de) Christine Thürmer, Weite Wege wander – Erfahrungen und Tipps von 45.000 Kilometern zu Fuß, München, Malik, 2020 (ISBN 978-3-890-29525-1)
  - (ro) Drumeții de lungă distanță, Experiențe de viață și sfaturi practice din partea celei mai versate călătoare de pe mapamond [Jurnal de călătorie & ghid de drumeție], Traducere din limba germană de Maria Bojan (le titre en français, « Des randonnées de longue distance »), Editura Aqua Forte, Cluj-Napoca 2023, 305 pages et 24 planches (« Journal de voyage et guide de randonnée »)  (ISBN 978-973-7758-93-4)
- (ro) Anna Székely, Ghidul drumețului pe Via Transilvanica (le titre en français, « Guide du randonneur sur la Via Transilvanica », Piatra Fântânele, 2023, 286 pages  (ISBN 978-973-037327-1)
- (ro) Gabriela CTN, Gol și-n Libertate. Fata cu cortul. Frici și ispite pe Via Transilvanica (le titre en français , « Nu et en Liberté. La fille à la tente. Peurs et tentations sur la Via Transilvanica ») , Vaslui 2024, 214 pages  (ISBN 978-973-0-41273-4)